# Neoplan Megaliner
Le Neoplan N128/4 Megaliner est un modèle d'autocar proposé par l'allemand Neoplan de 1983 à 2000.

## Une nouvelle conception du voyage en car

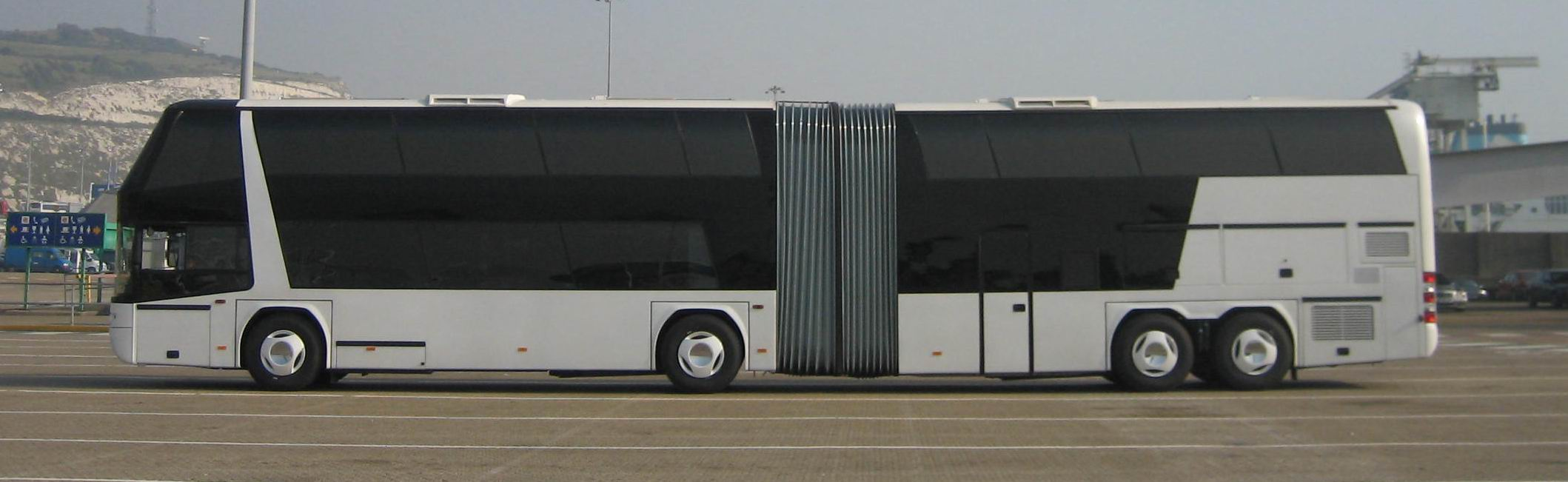
L'un des derniers Jumbocruiser, réaménagé de fond en comble.

La firme de Bade-Wurtemberg est réputée pour ses véhicules grande capacité, notamment cars à impériale (deux étages).
Le Skyliner (en) ouvre la voie vers 1967. Ce modèle existe toujours aujourd'hui et connaît un beau succès dans sa catégorie.
Un peu plus tard, en 1973, est dévoilé un curieux engin : le N138/4 Jumbocruiser. Ce dernier ne ressemble à rien de connu à l'époque.
Il s'agit tout simplement d'un car à étage articulé, quatre essieux et 18 m, pouvant recevoir jusqu'à 140 passagers. Il répond à une suggestion de voyagiste, souhaitant bénéficier du confort d'un car de tourisme conventionnel dans un gros volume, afin de réaliser des transferts vers le sud de l'Europe (bassin méditerranéen), rationalisés. C'est en effet l'essor des déplacements de groupes par la route, Espagne et Italie sont des destinations très prisées.
Durant ses 20 ans de carrière, la diffusion du Jumbocruiser reste extrêmement confidentielle, aussi est-il rapidement converti en navettes aéroportuaires.

## Technique
Le Megaliner est lancé dix ans plus tard. Il reprend le principe des quatre essieux, tous directeurs pour accroître la maniabilité.
Dans le même esprit, les pneus sont plus larges : 315/80 R 22,5.
Il atteint la longueur de 15 m, maximum autorisé en Europe pour un véhicule isolé. Ce qui permet une capacité de 91 places assises.
Les autres caractéristiques sont à l'avenant : diamètre de braquage de 24 m, réservoir de 600 l, masse en mouvement jusqu'à 30 t.
La boîte mécanique trahit la conception ancienne du navire amiral Neoplan.
Le Megaliner, du fait de son architecture particulière, ne fut jamais homologué en France.

## Dérivés
Le Megaliner est profondément remanié en 1992, afin d'harmoniser son apparence avec le reste de la gamme Neoplan.
Au fil du temps, deux versions en ont été extrapolées : le Megashuttle à l'aménagement simplifié, dans le style bus urbain, et le Megaspace, plus luxueux, avec un moteur encore plus puissant.

### À l'autre bout de la terre

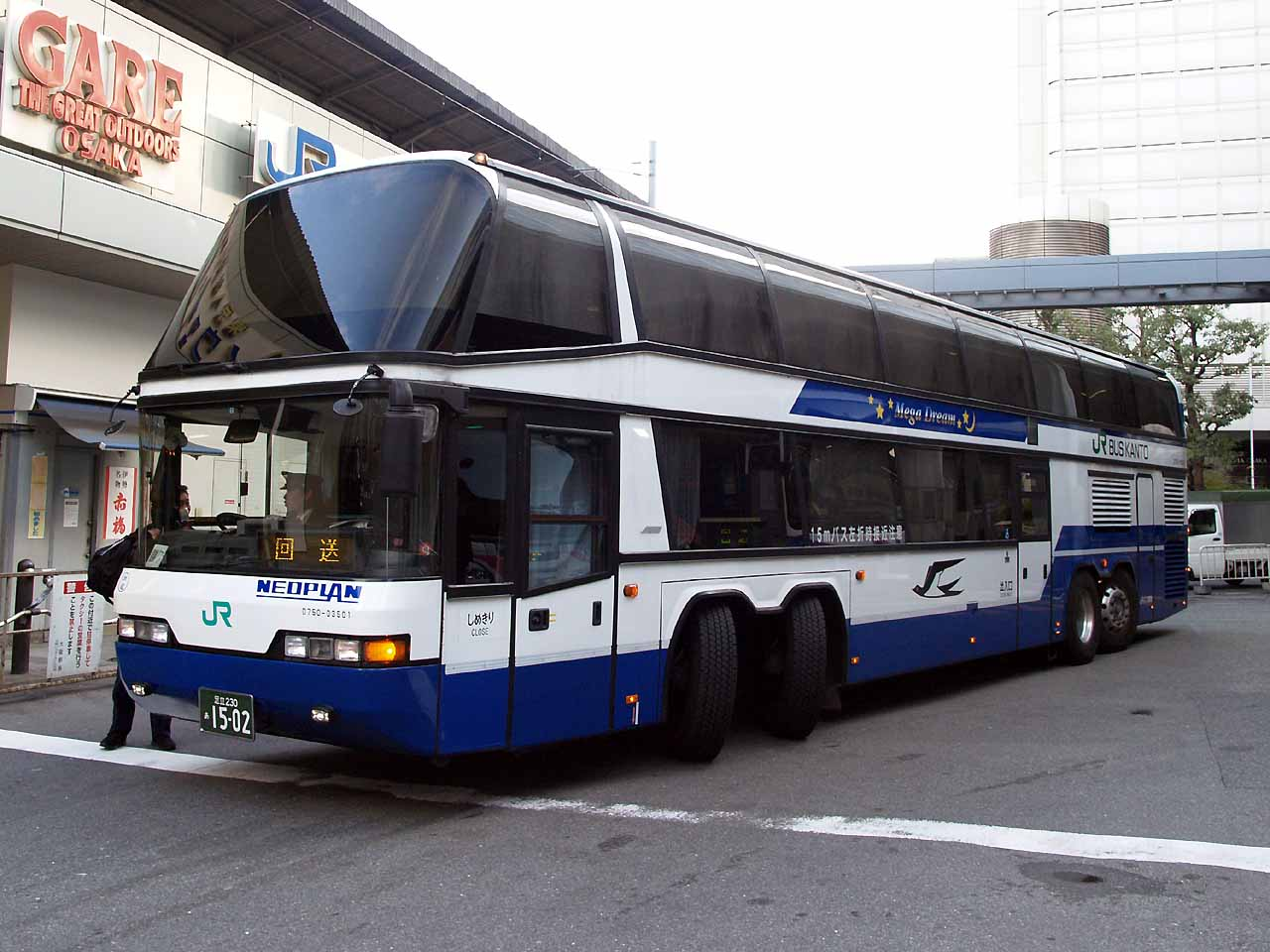
Exotique reconversion !

Le géant allemand vivra, au début des années 2000, une étonnante seconde jeunesse à des milliers de kilomètres de sa terre natale, au Japon.
Adapté aux conditions locales et recyclé comme navette aéroportuaire/ferroviaire, son évolution est stoppée net par une série de graves avaries mécaniques, mettant fin à son exploitation.

## Développements ultérieurs
Les quatre essieux portant une caisse à deux niveaux, en ensemble unique, n'ont pas fait d'émule en Europe.
On retrouve cependant le principe ailleurs, principalement en Amérique latine, où des carrossiers locaux exercent au Brésil, Chili, Argentine...